# Casa da Torre (Pico)
A Casa da Torre, também conhecida como Casa d'Avilas, localiza-se na freguesia de São João, Concelho das Lajes do Pico, na Ilha do Pico, nos Açores.

## História
A história da casa remonta ao início do século XX: foi a primeira edificação da freguesia a ter electricidade, produzida por um aerogerador instalado numa torre de pedra erguida para o efeito, e que hoje dá o nome à casa.
A família, de posses, adquiriu um aparelho de rádio no Faial e, ao cair da noite, os habitantes passaram a reunir-se na "loja" (piso inferior) da casa do Sr. Brandão, para escutar o que, à época, era considerada uma "caixa mágica" de sons, e onde os jogos de mesa eram um hábito.
Atualmente, a família Avila reabilitou o imóvel, requalificando-o para turismo rural.